# デューク・オブ・ヨーク (戦艦)
デューク・オブ・ヨーク (英語: HMS Duke of York, 17) は、イギリス海軍の戦艦。キング・ジョージ5世級超弩級戦艦の3番艦。
計画時の艦名はジョージ・アンソン海軍元帥にちなんだ「アンソン」(HMS Anson) だったが、1938年12月に「デューク・オブ・ヨーク」と改名された。
第二次世界大戦の大西洋攻防戦では、1943年（昭和18年）12月26日の北岬沖海戦において、ドイツ海軍の戦艦「シャルンホルスト」を共同で撃沈した。
ドイツ戦艦「ティルピッツ」無力化後、イギリス海軍の主力艦多数と共にイギリス太平洋艦隊へ編入され、太平洋戦線に投入される。1945年（昭和20年）9月2日、日本の降伏調印式に参加した（日本の降伏文書調印式に参加した連合国艦艇一覧）。大戦中における本艦の戦歴は活発なものであり、通算5名の海軍提督の旗艦を務めている。

## 艦歴
クライドバンクのジョン・ブラウン社で建造。

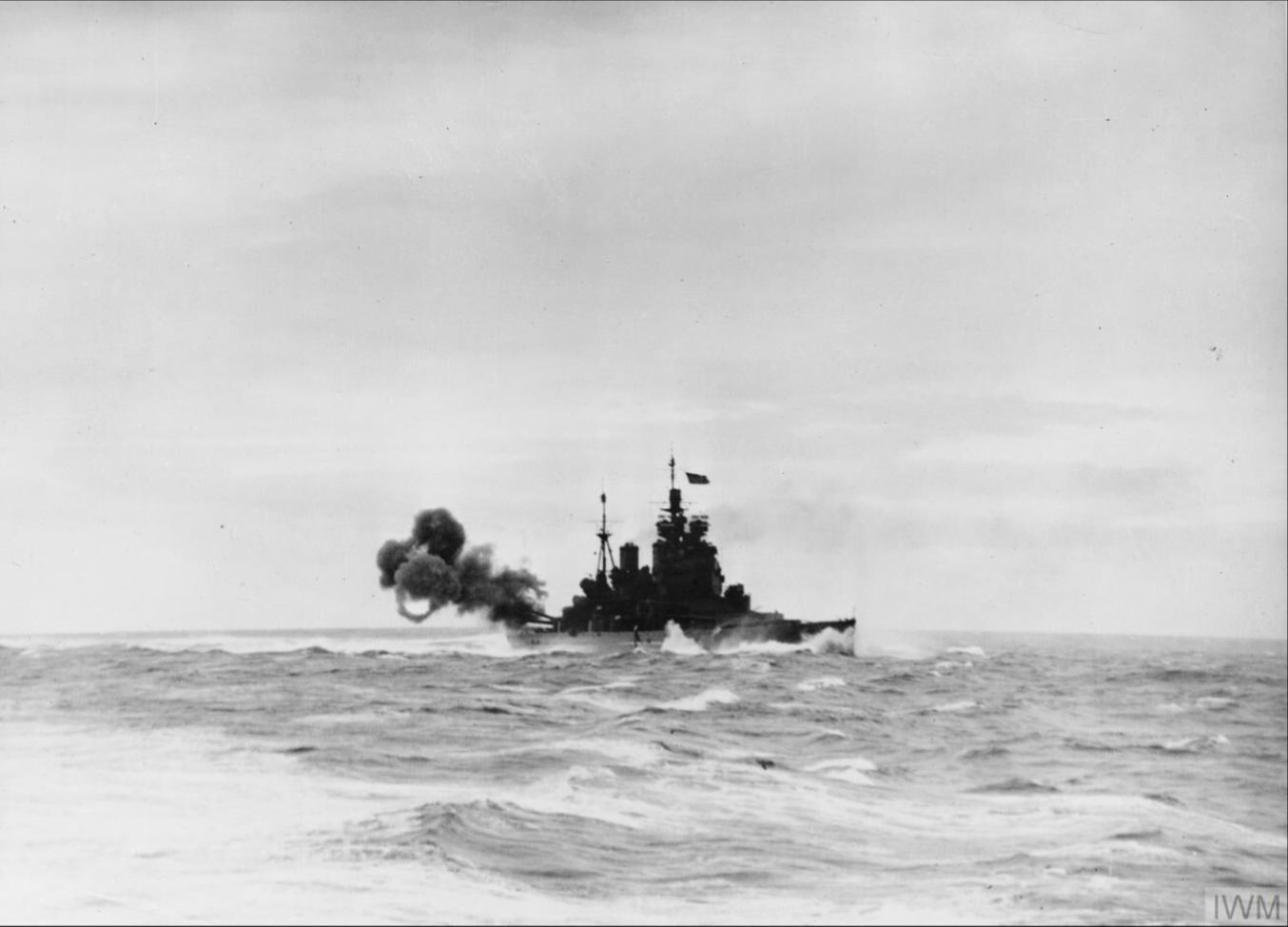
駆逐艦ベドウィンから撮影したデューク・オブ・ヨーク。1942年2月撮影。

1937年5月5日起工。1940年2月28日進水。1941年11月4日竣工。竣工の月、本艦はウォーシップ・ウィークのキャンペーンに参加し、グラスゴーの市民に割り当てられた。就役後は本国艦隊に所属。
竣工直前の8月、国防大臣のウィンストン・チャーチル（英国首相兼任）は、海軍本部が練っていたシンガポール防衛計画に異論をとなえた。イギリス海軍はネルソン級戦艦やR級戦艦多数およびレナウン級巡洋戦艦1隻を派遣する計画だったが、チャーチルが提案したのは、新鋭戦艦「デューク・オブ・ヨーク」、レナウン級巡戦1隻、旧型空母1隻からなる小規模部隊であったという。チャーチルは「『デューク・オブ・ヨーク』の訓練は回航の途次を利用しておこなえば良い。既存のキングジョージ5世級戦艦は『ティルピッツ』（ビスマルク級戦艦）対策として、本国艦隊に残すべきだ。」と覚書に綴った。
アレキサンダー海軍大臣とパウンド第一海軍卿が反対したが、チャーチルを翻意させられなかった。日本の南方侵攻作戦に対抗して新鋭戦艦「プリンス・オブ・ウェールズ」と巡洋戦艦「レパルス」、さらに新鋭空母「インドミタブル」が極東に派遣された。 

1941年12月12日、アルカディア会談をおこなうためアメリカ合衆国へ向かうイギリス首相ウィンストン・チャーチルやイギリス陸軍・イギリス海軍・イギリス空軍の指導者達は、「デューク・オブ・ヨーク」に乗艦してイギリスを出発した。冬の大西洋を横断するためハッチは閉鎖され、乗客は甲板に出ることを許されず、チャーチルは妻クレメンタインに「第二次世界大戦がはじまって以来、私が過ごしたもっとも長い一週間」と語っている。「デューク・オブ・ヨーク」は12月22日に東海岸メリーランド州のアナポリスに到着した。チャーチル首相はそこからワシントンD.C.に移動し、アメリカ大統領フランクリン・ルーズベルトに出迎えられた。「デューク・オブ・ヨーク」は1942年1月にバーミューダへの慣熟航海を行い、1月17日にスカパ・フローへと向かった。なおチャーチル首相は1月15日に航空機でアメリカを出発、バミューダを経由し、約18時間の飛行でイギリスに戻った。

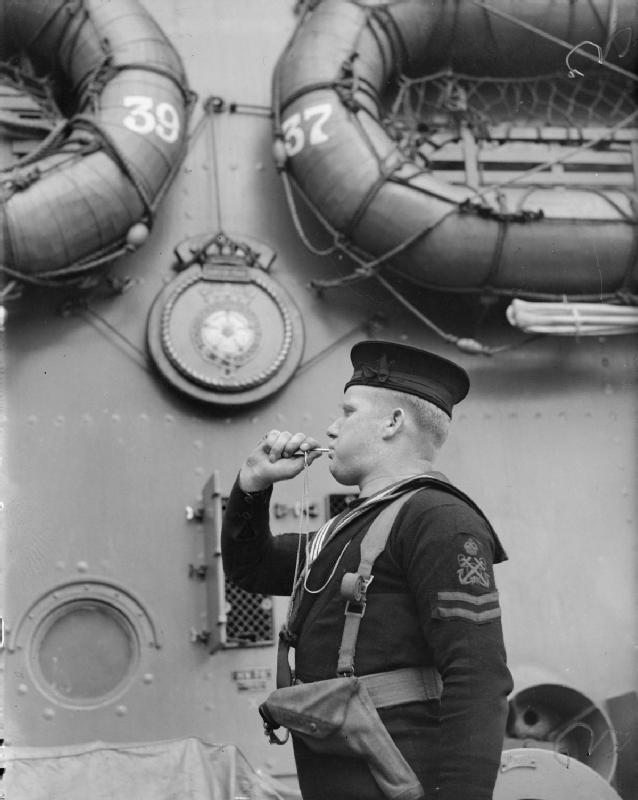
サイドパイプ（英語版）を吹く「デューク・オブ・ヨーク」のクォーターマスター。救命いかだの間に掲げられているのは、本艦の船紋章（英語版）（Ships crest）。船紋章の意匠はヨークの白薔薇（英語版）と、それを囲む本艦のモットー「HONI SOIT QUI MAL Y PENSE」（悪意を抱く者に災いあれ）であった[10][30]。
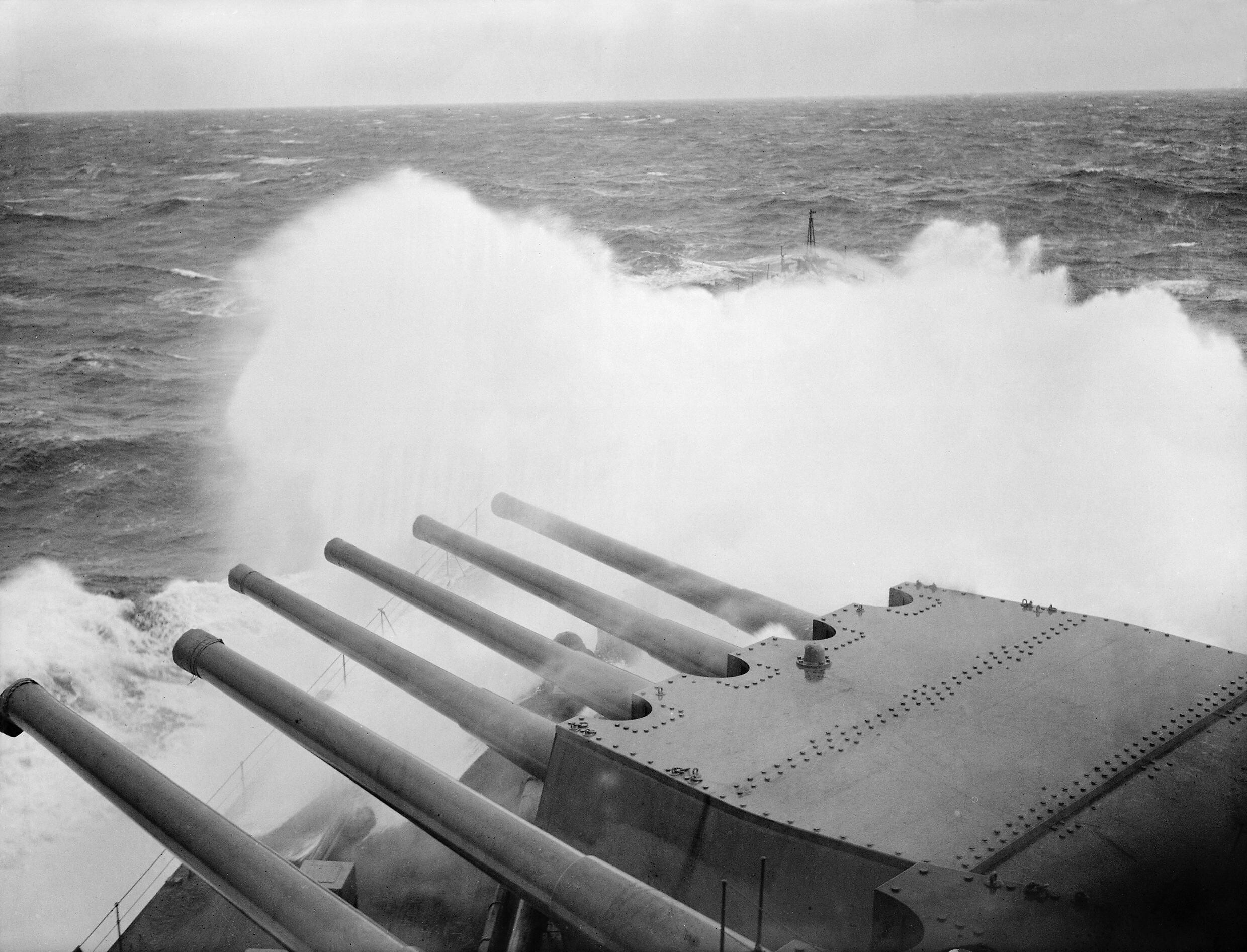
大西洋の波濤を映した一枚。主砲塔が荒波で洗われている。1941年12月。

### PQ輸送船団護衛

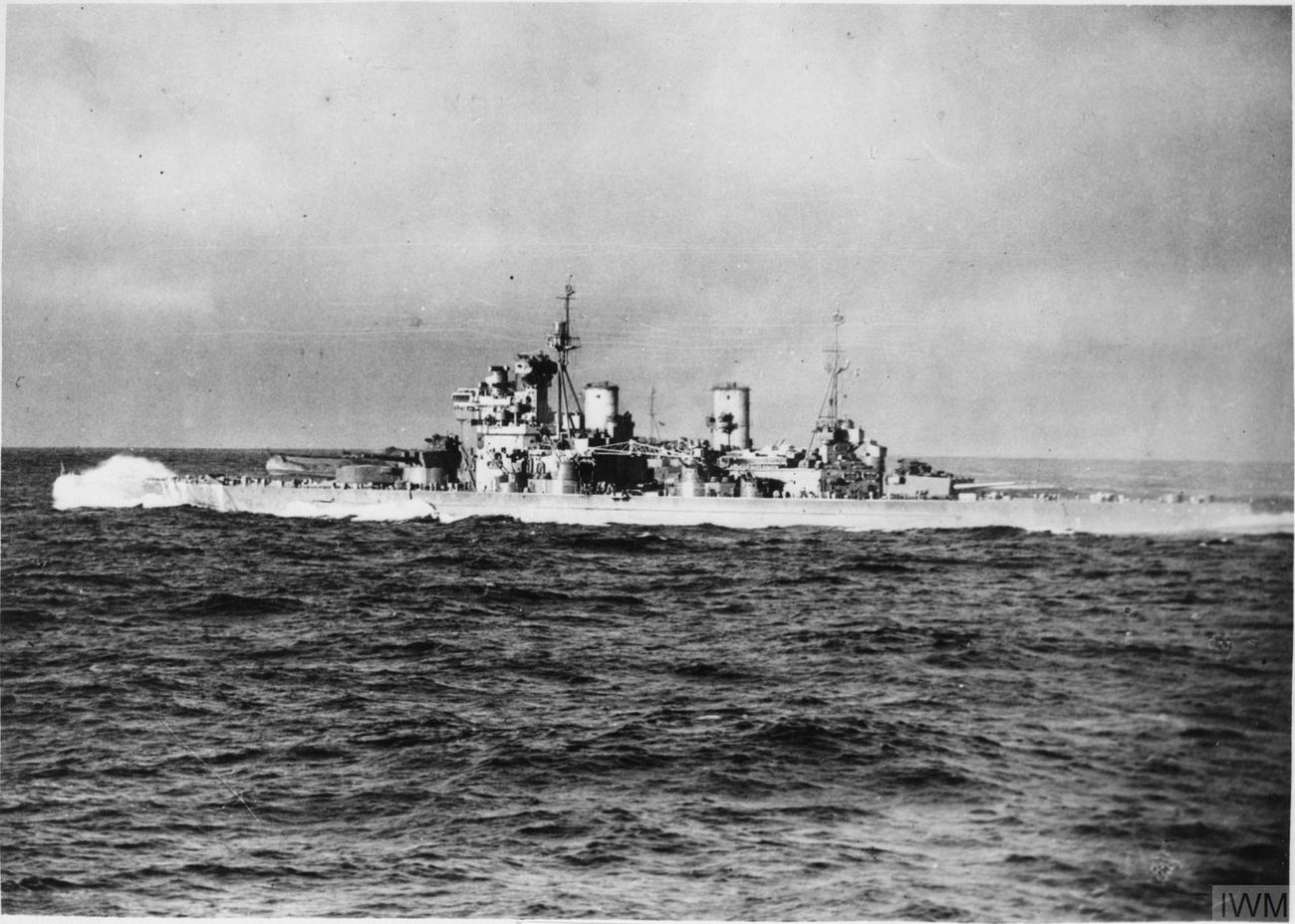
PQ輸送船団護衛中のデューク・オブ・ヨーク。空母ヴィクトリアスから撮られた一枚で、1942年3月の撮影。

このあと、「デューク・オブ・ヨーク」はソ連向け輸送船団の護衛任務についた。
1942年3月1日、「デューク・オブ・ヨーク」は巡洋戦艦「レナウン」、軽巡洋艦「ケニア」、6隻の駆逐艦とともにソビエト連邦にむかうPQ12船団の近接護衛を務めた。ジョン・トーヴィー大将が、ドイツ戦艦「ティルピッツ」が船団攻撃に出撃して来るかもしれないと考えたため、3月6日には戦艦「キング・ジョージ5世」、空母「ヴィクトリアス」、重巡洋艦「ベリック」、駆逐艦6隻が増強された。同6日、ドイツ戦艦は出撃し、19時40分ごろにイギリス潜水艦により発見された。「ヴィクトリアス」搭載機による不成功に終わった雷撃を除けば、両軍の間に接触は無かった。
3月下旬、PQ13船団が編成され、「デューク・オブ・ヨーク」は再び護衛部隊の一部となった。4月初頭、アメリカ海軍の新型戦艦「ワシントン」、空母「ワスプ」、重巡洋艦「ウィチタ」、重巡「タスカルーサ」などで編成された第39任務部隊（ロバート・C・ギッフェン少将）が、スコットランドのオークニー諸島スカパ・フロー泊地に到着し、ジョン・トーヴィー大将が率いるイギリス本国艦隊の指揮下に入った。デューク・オブ・ヨークは「ワシントン」（ギッフェン少将旗艦）と演習をおこなう。
5月1日、姉妹艦「キング・ジョージ5世」がPQ15船団を護衛中に味方駆逐艦「パンジャビ」と衝突して後者が沈没、戦艦の方も修理が必要になった。「デューク・オブ・ヨーク」が本国艦隊旗艦を引き継ぐ。
第99任務部隊（第39任務部隊より改称）は、そのあと本国艦隊と合流のため5月15日に編成替えが行われ、5月22日に大型艦（「デューク・オブ・ヨーク」、「ワシントン」、「ヴィクトリアス」）と巡洋艦や駆逐艦が出撃する。一週間後にスカパ・フローへ戻る。6月4日にはヨーロッパ方面艦隊の司令官ハロルド・スターク提督が「ワシントン」に乗艦、その司令官旗を掲揚し、「ワシントン」には臨時司令部が置かれた。6月7日にはジョージ6世が「ワシントン」を視察した。
スターク提督が艦を離れた後、空母「ワスプ」も地中海戦線の焦点になっていた英領マルタへのクラブラン（航空機輸送作戦）に駆り出されたので、本国艦隊の頼りになる空母は「ヴィクトリアス」だけになった。「デューク・オブ・ヨーク」や「ワシントン」は、ソ連の港に通じる北極海の航路を哨戒した。6月27日、PQ17船団はアイスランドを出発し、アルハンゲリスクにむかった。トーヴィ提督直率の警戒部隊（戦艦「デューク・オブ・ヨーク」、戦艦「ワシントン」、空母「ヴィクトリアス」、巡洋艦数隻（重巡洋艦「カンバーランド」、軽巡洋艦「マンチェスター」）、「ナイアガラ」ほか随伴駆逐艦が間接護衛を行い、ルイス・ハミルトン少将率いる英米巡洋艦部隊（重巡洋艦「ロンドン」、「ノーフォーク」、「ウィチタ」、「タスカル―サ」、駆逐艦「ウェインライト」、「ローワン」、「ソマリ」）が直接護衛をおこなう（PQ17船団戦闘序列）。ドイツ軍は輸送船団PQ17を攻撃するためレッセルシュプルング作戦を発動した。
「ティルピッツ」以下のドイツ艦隊を恐れたイギリス海軍省はPQ17船団を分散させ、大損害を蒙った。ソ連向け援助船団は運航停止に追い込まれる。7月14日にギフェン少将は旗艦を「ウィチタ」へ移し、「ワシントン」はアメリカ大陸に帰っていった。

### 地中海の戦いに参加

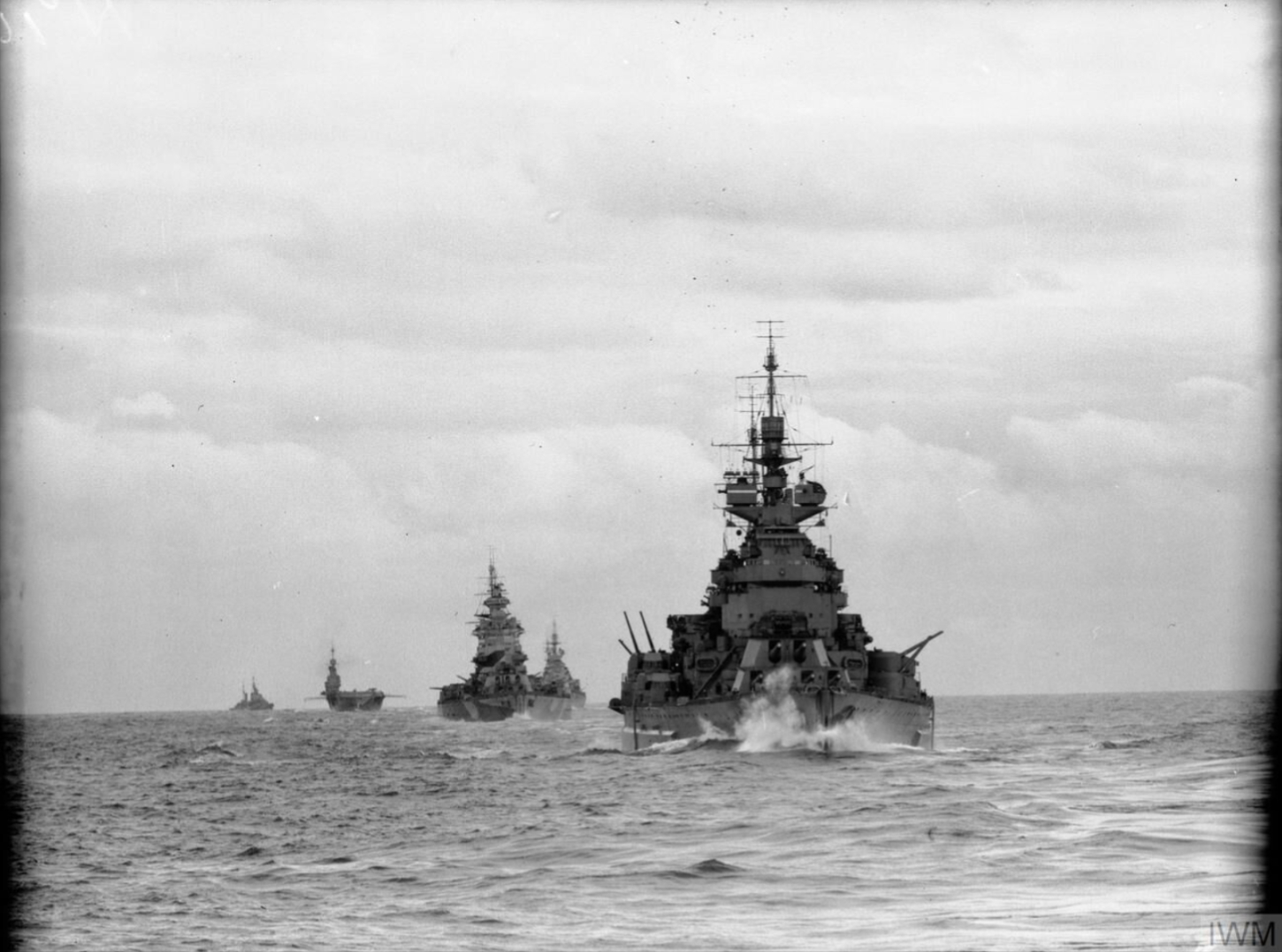
トーチ作戦のH部隊。戦艦「デューク・オブ・ヨーク」を先頭に、「ネルソン」、空母「フォーミダブル」、巡洋戦艦「レナウン」、軽巡「アルゴノート」が続く。

1942年10月、「デューク・オブ・ヨーク」はH部隊の新たな旗艦としてジブラルタルに派遣され、翌月にはトーチ作戦を支援した。「デューク・オブ・ヨーク」はイタリア王立空軍 (Regia Aeronautica) による攻撃を受けたがそれらは比較的小規模であり、空母「ヴィクトリアス」や「フォーミダブル」、「フューリアス」搭載機によって速やかに処理された。その後「デューク・オブ・ヨーク」はイギリスに戻り修理を受けた。
年が明けた1943年は「デューク・オブ・ヨーク」にとって幸先のよい年で、就役から不具合が多かった四連装主砲塔がこの年を機に減っていった。
指揮官の面では、同年5月初頭、トーヴィー提督の後任として新たな本国艦隊司令長官ブルース・フレーザー提督が着任した。ハスキー作戦のためイギリス海軍の主力艦多数が地中海へ移動したので、北大西洋の戦力を補填するためアメリカ海軍のサウスダコタ級戦艦がイギリス諸島に派遣された。5月中旬、オラフ・M・ハストヴェット提督が指揮する戦艦2隻（「サウスダコタ」、「アラバマ」）と駆逐艦がスカパ・フローに到着した。6月、本艦と姉妹艦「アンソン」、サウスダコタ級戦艦2隻や空母「フューリアス」及び巡洋艦部隊で「ギアボックスIII作戦 (Operation GEARBOX III) 」を実施した。7月、ハスキー作戦の陽動と「ティルピッツ」対策を兼ねた「キャメラ作戦 (Operation Camera) 」と「ガバナー作戦 (Operation Governor) 」にサウスダコタ級戦艦2隻などと共に参加した。このあとサウスダコタ級戦艦は太平洋へ転戦するためアメリカへ戻り、空母「レンジャー」や重巡2隻（「タスカルーサ」 、「オーガスタ」）などが引き続き本国艦隊と行動を共にした。

### 北岬沖海戦、対ティルピッツ戦

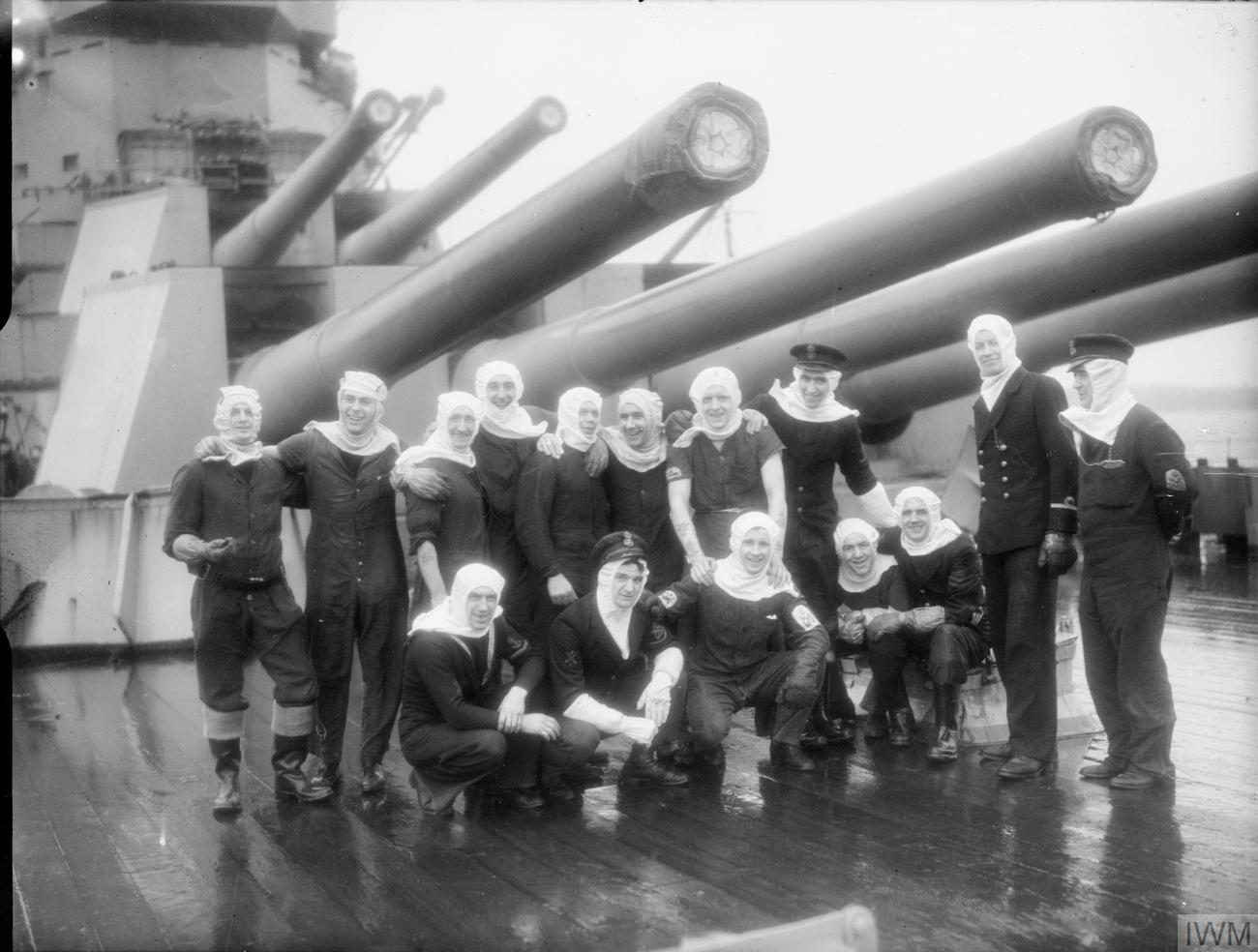
「シャルンホルスト」撃沈から間もない1944年1月1日、アンチ・フラッシュ・ギアを着用して「A」主砲塔前に並んだ砲員。

1943年9月上旬、ドイツ海軍の戦艦2隻（「ティルピッツ」、「シャルンホルスト」）がノルウェーのスピッツベルゲン島に艦砲射撃をおこなった。「デューク・オブ・ヨーク」は北大西洋から北極海方面においてソビエト連邦むけ北極船団の護衛を担当した。10月、空母「レンジャー」の艦上機でノルウェー沖のドイツ船舶を攻撃するリーダー作戦に参加。この作戦で4隻のドイツ商船を撃沈し、7隻を損傷させその多くを擱座させる戦果を挙げた。
12月26日、エーリヒ・バイ少将が率いるドイツ戦艦「シャルンホルスト」(DKM Scharnhorst) と駆逐艦部隊が、連合軍のソ連向け輸送船団JW55B船団を攻撃した。まずバーネット提督指揮下の巡洋艦部隊（「ノーフォーク」、「ベルファスト」、「シェフィールド」）が「シャルンホルスト」を迎撃し、「シャルンホルスト」はレーダーに損害を受けた。その後、ブルース・フレーザー提督（本国艦隊司令長官）が率いる「デューク・オブ・ヨーク」（旗艦）と大型軽巡「ジャマイカ」および駆逐艦部隊が戦闘に加入する。本艦はスタビライザー方式の主砲射撃方位盤により荒天の揺れを抑え、さらに正確なレーダー管制射撃によりこれを大破させた。「シャルンホルスト」は「デューク・オブ・ヨーク」に圧倒され、最終的に巡洋艦や駆逐艦の雷撃により沈没した。バイ少将もこの海戦で戦死した。
このように勝利を飾った「デューク・オブ・ヨーク」ではあったが、主砲はベストコンディションからは程遠く、海戦時に炸薬量を70パーセントに抑えていた。それでも1番・3番砲塔が不具合で作戦行動中に斉射不能となっており、「デューク・オブ・ヨーク」はこの海戦で砲力の68パーセントを発揮したに過ぎなかったという。
1944年3月下旬から4月初旬にかけて、本艦と姉妹艦「アンソン」は空母「ヴィクトリアス」、「フューリアス」 、護衛空母部隊と共に、フィヨルドに潜むドイツ戦艦「ティルピッツ」を葬ることを企図したタングステン作戦に参加した。
8月、デューク・オブ・ヨークはグッドウッド作戦に参加し、ティルピッツ攻撃をおこなう空母部隊を指揮した。「ティルピッツ」は幾度も攻撃を受け、11月12日に沈没した。9月、本艦はリバプールでオーバーホールされた。部分的に近代化改装を受け、レーダー装置と対空砲が更新された。

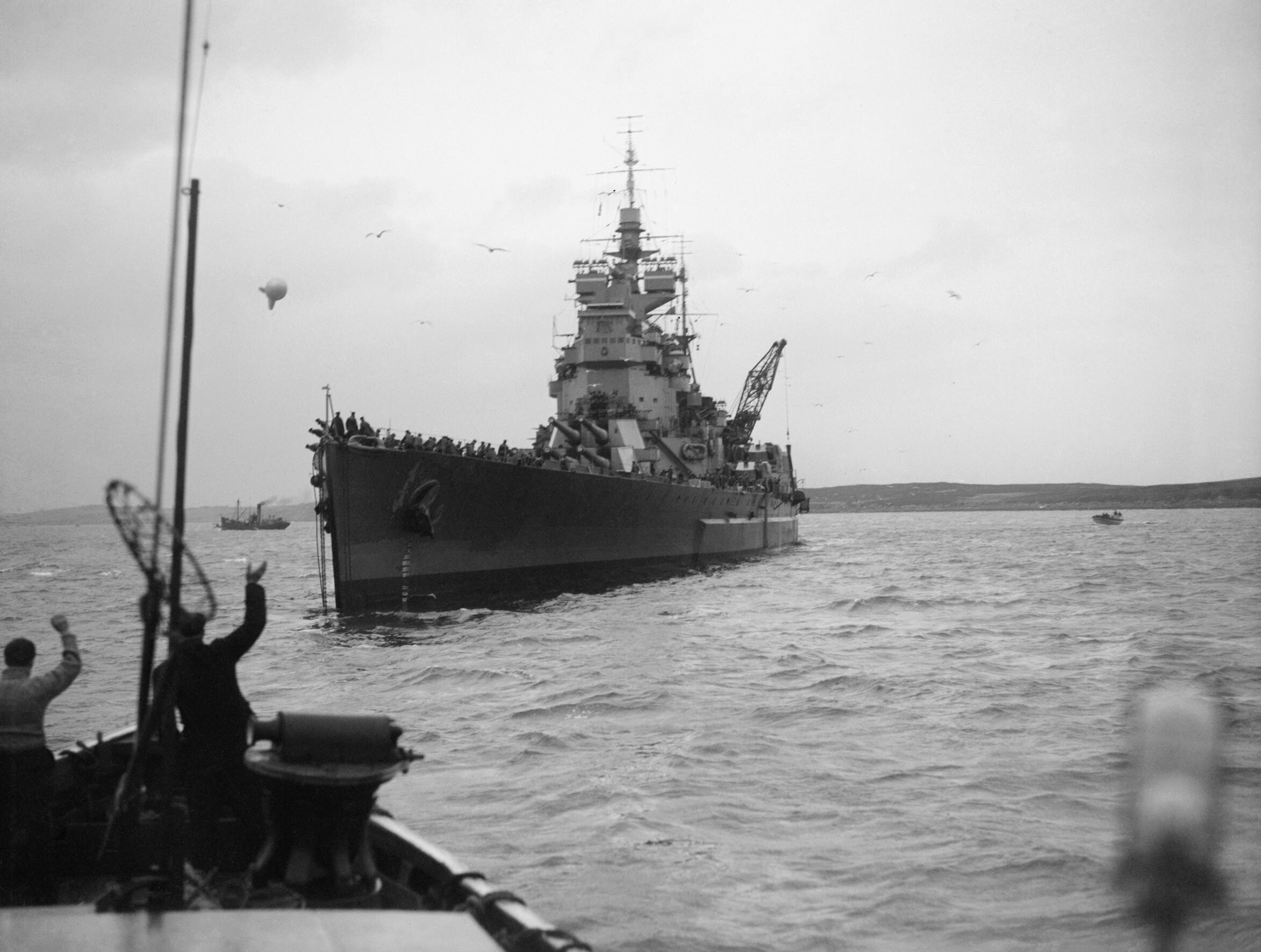
北岬沖海戦後、スカパ・フローに帰投した本艦がドリフター（英語版）乗員の歓呼に迎えられる。
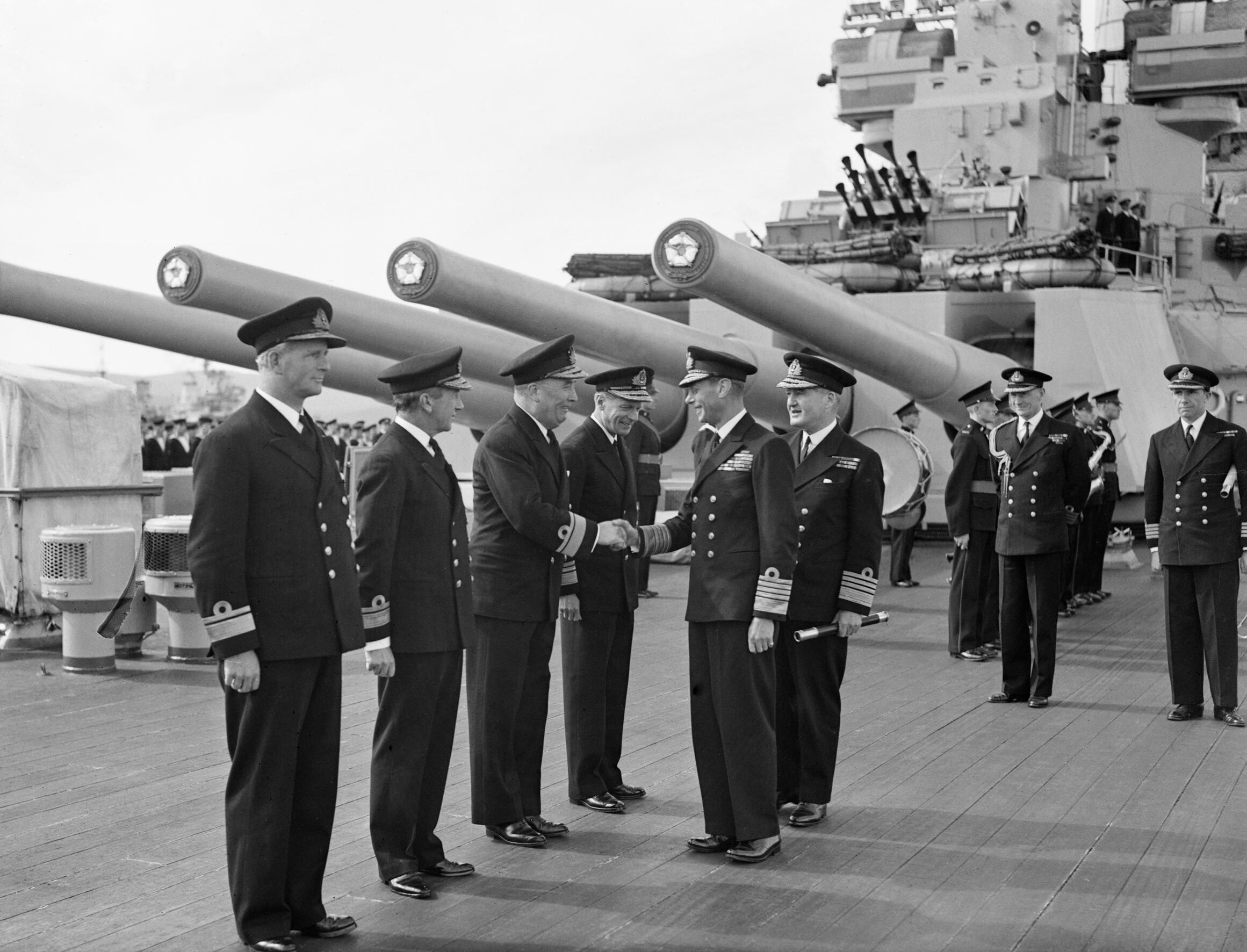
本国艦隊（旗艦）の本艦を訪問した国王ジョージ6世。国王の右隣はフレーザー司令長官。居並ぶ将官は左から、アーヴィン・グレニー（英語版）少将、ルイス・ハミルトン（英語版）少将、ロバート・バーネット（英語版）少将（国王と握手している人物）、サー・ヘンリー・ムーア中将。
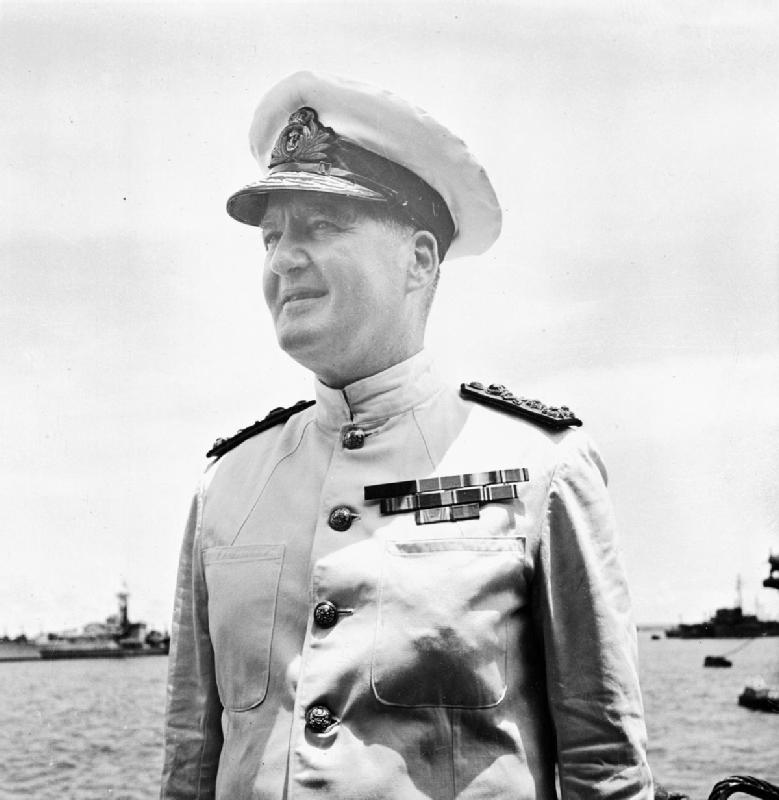
ブルース・フレーザー提督（本国艦隊司令長官）。デューク・オブ・ヨークを旗艦とした。

### 太平洋戦線に転戦

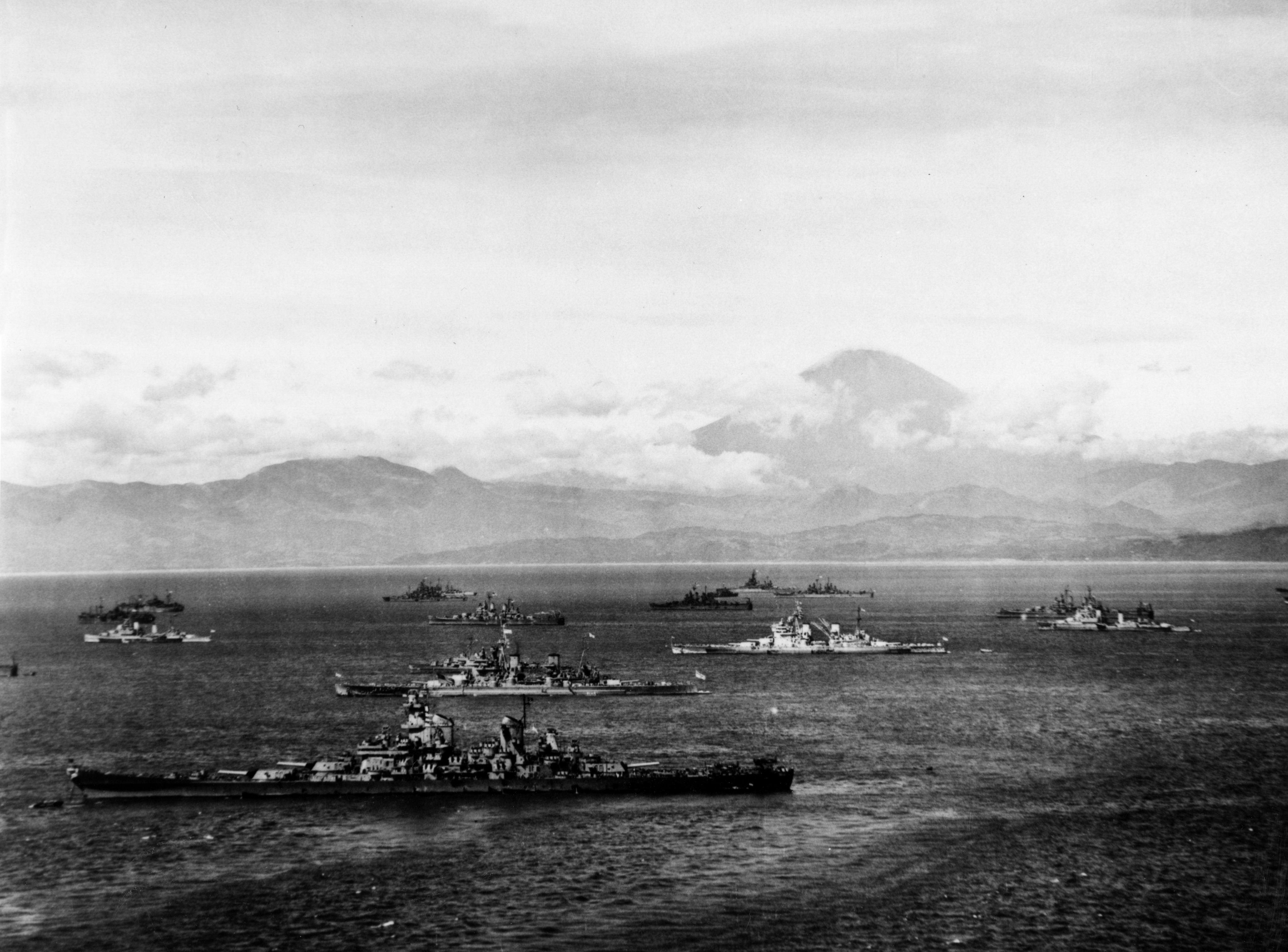
1945年8月28日、富士山を背景に東京湾の連合国艦艇。手前から「ミズーリ」、本艦、「キング・ジョージ5世」、「コロラド」などが写る。

「ティルピッツ」の脅威がなくなると、キング・ジョージ5世級戦艦も太平洋戦線に配置転換された。
1945年4月にはイギリス太平洋艦隊所属となり、4月25日に「アンソン」と共に出航した。しかし、マルタ滞在中に艦内の電気回路に問題が発生したため太平洋への移動は遅れ、シドニーに到着したのは7月29日となった。その時には、既に日本軍との戦闘で有意義な働きをするには遅すぎた。8月初旬、「デューク・オブ・ヨーク」は空母4隻及び姉妹艦「キング・ジョージ5世」と共に第37任務部隊に配属された。8月9日以降、第37任務部隊と3つのアメリカ空母機動部隊は日本への一連の空襲を行い、8月15日まで続いた。イギリス太平洋艦隊旗艦となった後の8月10日、グアムにおいてアメリカ太平洋艦隊司令長官チェスター・ニミッツ提督が本艦に乗艦し、ブルース・フレーザー提督よりバス勲章 (Order of the Bath) を授与された。
9月2日の日本降伏調印式には、イギリス太平洋艦隊の旗艦として参加している（日本の降伏文書調印式に参加した連合国艦艇一覧）。続いて「デューク・オブ・ヨーク」は香港へ移動し、現地の日本軍部隊の降伏を受け入れた。1946年6月にオーバーホールのためにプリマスに帰還するまで、引き続きイギリス太平洋艦隊旗艦の地位を維持した。その後「デューク・オブ・ヨーク」は同月11日にシンガポールを発ち、ちょうど1ヶ月後（7月11日）、本国プリマスのデヴォンポート海軍基地に帰還した。
戦後、「デューク・オブ・ヨーク」は本国艦隊旗艦となり、1949年4月まで現役で活動した。1951年11月に退役し、1957年5月18日に解体を命じられた。「デューク・オブ・ヨーク」の艦体はファスレーンのShipbreaking Industries, Ltd.によって解体された。本艦の船鐘は保存され、ケニアのナイロビにある本艦にちなんだデューク・オブ・ヨーク・スクール（現：レナナ・スクール）に贈られた。

## 主な活動
- 北洋船団護衛
- 北アフリカ戦線
- 南イタリア上陸
- ティルピッツ警戒および空母機動部隊護衛
- 日本本土上陸予備作戦
- 日本降伏調印式参加

など

## 栄典
- 「デューク・オブ・ヨーク」は第二次世界大戦の戦功により3個の戦闘名誉章(Battle honours)を受章した[10]。

「ARCTIC 1942-43」 - 「NORTH AFRICA 1942」 - 「NORTH CAPE 1943」

## 本艦の改装遍歴
- 「デューク・オブ・ヨーク」は現役期間中に複数の改装を受けた[79]。

| 改装年月               | 場所       | 改装内容 |
| ---------------------- | ---------- | --- |
| 1942年4月              | ロサイス   | 20mm単装機銃×8基を追加。 |
| 1942年12月 – 1943年3月 | ロサイス   | 20mm単装機銃×14基を追加。 |
| 1944年初頭             |            | 20mm単装機銃×2基を撤去、20mm連装機銃×2基を追加。 |
| 1944年9月 – 1945年4月  | リバプール | 40mm四連装機銃×2基、40mm八連装ポンポン砲×2基、四連装ポンポン砲×6基、20mm連装機銃×14基を追加。20mm単装機銃×18基、水上機設備を撤去。273型レーダーを撤去、281型レーダーを281B型レーダーへ、284型レーダーを274型レーダー×2基へ更新。277型レーダー×2基、282型レーダー、293型レーダーを追加。 |
| 1946年                 |            | 四連装ポンポン砲×4基を追加、20mm単装機銃×25基を撤去。 |

## ギャラリー

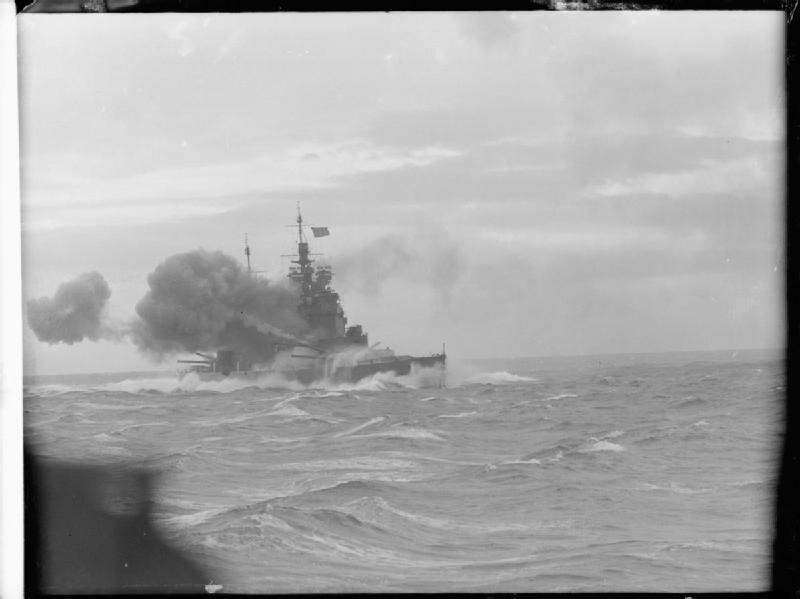
交互撃ち方の状態で主砲射撃訓練を行うデューク・オブ・ヨーク。1942年2月27日の撮影
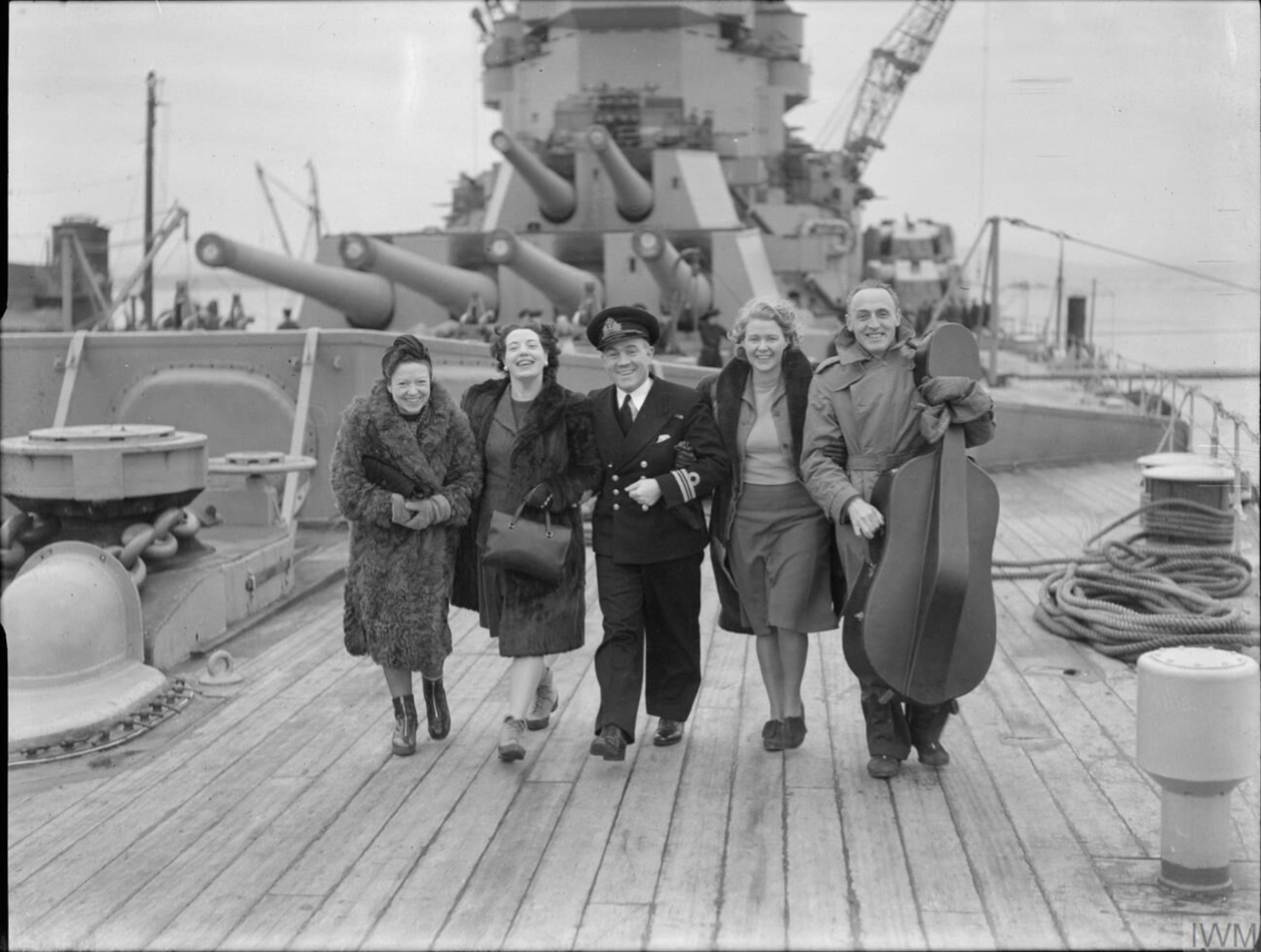
スカパ・フロー停泊中の本艦上における海軍士官と英国芸術評議会（英語版）会員の音楽家。
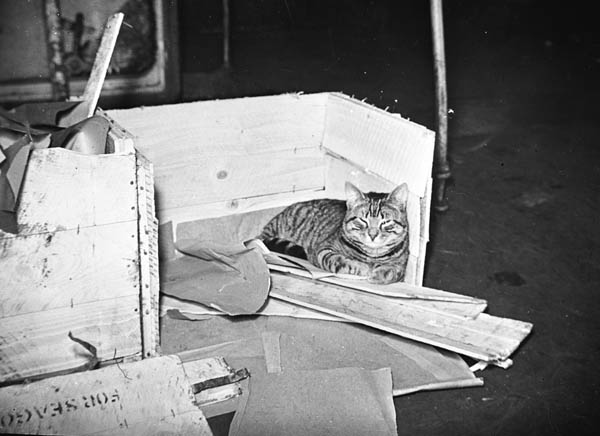
本艦の船乗り猫「ウィスキー」（Whisky）。
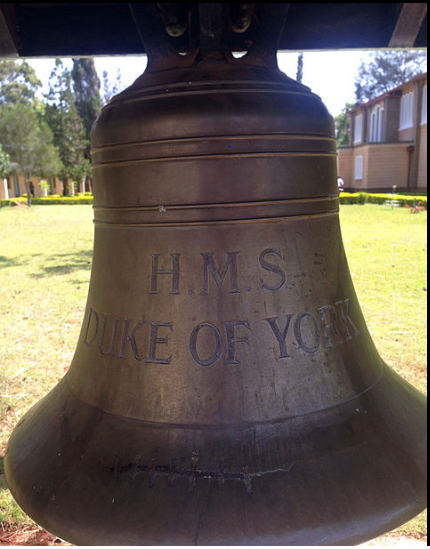
レナナ・スクール（英語版）に保存されている本艦の船鐘。2016年撮影。